# Pomeni imen asteroidov: 56001–57000
Pregled pomenov imen asteroidov (malih planetov) od številke 56001 do 57000, ki jim je Središče za male planete dodelilo številko in so pozneje dobili tudi uradno ime  v skladu z dogovorjenim načinom imenovanja. Pregled je preverjen z Schmadelovim “Slovarjem imen malih planetov” (“Dictionary of Minor Planet Names”). 
Pregled pojasnjuje izvor oziroma pomen imen asteroidov, ki ga je priznala Mednarodna astronomska zveza (IAU). Nekateri asteroidi imajo imajo dodatno pojasnilo o izvoru imena, ki pa vedno ni popolnoma zanesljivo (oznaka “†” ali “‡“). 
| Ime              | Začasna oznaka | Izvor imena |
| 56001–56100      | 56001–56100    | 56001–56100 |
| ---------------- | -------------- | --- |
| 56088 Wuheng     | 1999 AZ23      | Heng Wu, vodja in organizator kitajske znanosti in tehnologije †                                                                                  |
| 56100 Luisapolli | 1999 BM14      | Luisa Polli, sestra stare mame odkritelja † ‡ |
| 56101–56200      |                | |
| 56201–56300      |                | |
| 56280 Asemo      | 1999 KS5       | ASEMO, the Astronomical Society of Eastern Missouri †                                                                                             |
| 56301–56400      |                | |
| 56329 Tarxien    | 1999 WO1       | tempelj Tarxien na Malti † |
| 56401–56500      |                | |
| 56501–56600      |                | |
| 56561 Jaimenomen | 2000 JG7       | Jaime Laureano Nomen Torres, uspešen španski odkritelj asteroidov na Astronomskem observatoriju Mallorca (Observatorio Astronómico de Mallorca) † |
| 56601–56700      |                | |
| 56701–56800      |                | |
| 56801–56900      |                | |
| 56901–57000      |                | |

| Predhodnik: 55001–56000 | Pomeni imen asteroidov Seznam asteroidov (56001-56250) Seznam asteroidov (56251-56500) Seznam asteroidov (56501-56750) Seznam asteroidov (56751-57000) | Naslednik: 57001–58000 |